# Cultura di Havelland

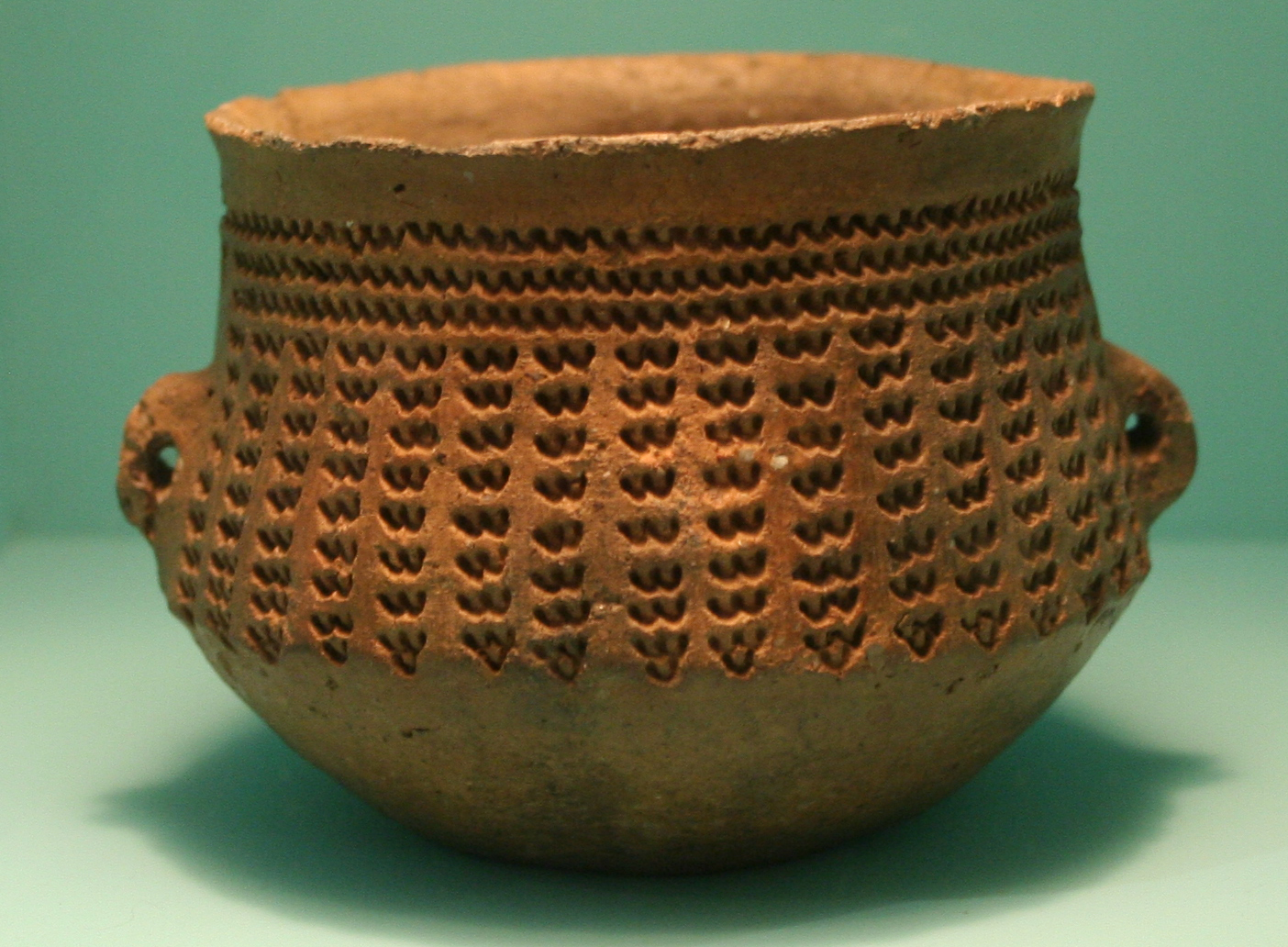
Ceramica

La cultura di Havelland (in tedesco: Havelländische Kultur) era una cultura archeologica neolitica della Germania nord-orientale, incentrata ad Havelland, che aveva contatti con la cultura delle anfore globulari. 

Era caratterizzata da coppe e anfore con manico e botti e piatti con decorazioni a tappeto. 

Le genti di Havelland erano agricoltori e allevatori ed i morti venivano sepolti incombusti.